# Marvin Herzog
Marvin Herzog (ur. 1927, zm. 2013) – językoznawca i filolog języka jidysz, profesor języka jidysz na Columbia University.

## Książki
- The Yiddish Language in Northern Poland. Its Geography and History (1965)
- The Language and Culture Atlas of Ashkenazic Jewry (współautorstwo, trzy tomy, 1992–2000)